# Nazionale di calcio di Lega della Serie A

Da sinistra: l'argentino Diego Armando Maradona e il tedesco Lothar Matthäus con la maglia della nazionale di Lega nel 1988.

La nazionale di calcio di Lega della Serie A, conosciuta anche come nazionale di Lega, è stata una selezione calcistica italiana composta da atleti militanti in Serie A senza distinzioni circa la nazionalità.

## Storia
A fondare la rappresentativa fu, nell'autunno 1960, il presidente della Lega Nazionale Professionisti, Giuseppe Pasquale: a poterne vestire la maglia erano i calciatori tesserati da squadre del massimo campionato, senza alcun discriminante relativo agli stranieri.
Dal 1960 al 1991 la formazione disputò un totale di 11 incontri (tutti in ambito amichevole) col bilancio di 6 vittorie, 2 pareggi e 3 sconfitte; le difficoltà organizzative e un calendario internazionale sempre più fitto, uniti allo scarso seguito di pubblico nonché ai modesti incassi, determinarono successivamente la cancellazione della rappresentativa.

## Statistiche

### Cronologia degli incontri
| Data       | Sede       | Sfidante 1    | Sfidante 2         | Risultato | Allenatore Lega Serie A          |
| ---------- | ---------- | ------------- | ------------------ | --------- | -------------------------------- |
| 1-11-1960  | Milano     | Lega Serie A  | Lega Inglese       | 4-2       | Luigi Bonizzoni e Giuseppe Viani |
| 1-11-1961  | Glasgow    | Lega Scozzese | Lega Serie A       | 1-1       |                                  |
| 8-11-1961  | Manchester | Lega Inglese  | Lega Serie A       | 0-2       |                                  |
| 14-11-1962 | Roma       | Lega Serie A  | Lega Scozzese      | 4-3       |                                  |
| 29-11-1962 | Londra     | Lega Inglese  | Lega Serie A       | 2-3       |                                  |
| 9-5-1964   | Milano     | Lega Serie A  | Lega Inglese       | 1-0       |                                  |
| 18-2-1971  | Torino     | Lega Serie A  | Selezione Budapest | 0-1       |                                  |
| 15-12-1971 | Charleroi  | Lega Belga    | Lega Serie A       | 2-1       |                                  |
| 6-12-1972  | Firenze    | Lega Serie A  | Lega Belga         | 0-1       |                                  |
| 12-11-1988 | Milano     | Lega Serie A  | Polonia            | 2-2       | Arrigo Sacchi                    |
| 16-1-1991  | Napoli     | Lega Serie A  | Lega Inglese       | 3-0       | Alberto Bigon                    |

## Confronti con le altre nazionali

### Saldo generale
Aggiornato al 16 gennaio 1991.
| Nazionale          | G  | V | N | P | RF | RS | DR | Ultima vittoria  | Ultimo pareggio  | Ultima sconfitta |
| ------------------ | -- | - | - | - | -- | -- | -- | ---------------- | ---------------- | ---------------- |
| Lega Belga         | 2  | 0 | 0 | 2 | 1  | 3  | -2 | -                | -                | 6 dicembre 1972  |
| Lega Inglese       | 5  | 5 | 0 | 0 | 13 | 4  | +9 | 16 gennaio 1991  | -                | -                |
| Lega scozzese      | 2  | 1 | 1 | 0 | 5  | 4  | +1 | 1º novembre 1961 | 14 novembre 1962 | -                |
| Polonia            | 1  | 0 | 1 | 0 | 2  | 2  | 0  | -                | 12 novembre 1988 | -                |
| Selezione Budapest | 1  | 0 | 0 | 1 | 0  | 1  | -1 | -                | -                | 18 febbraio 1971 |
| Totali             | 11 | 6 | 2 | 3 | 21 | 14 | +7 | 16 gennaio 1991  | 12 novembre 1988 | 6 dicembre 1972  |

* Nota: la partita viene indicata come un pareggio quando finisce ai calci di rigore.